# Siegfried Thomaschki
Siegfried Thomaschki (20 de marzo de 1894 - 31 de mayo de 1967) fue un general alemán durante la II Guerra Mundial que comandó la 11.ª División de Infantería. Fue condecorado con la Cruz de Caballero de la Cruz de Hierro con Hojas de Roble de la Alemania Nazi.
Thomaschki se rindió a las fuerzas soviéticas en la bolsa de Curlandia el 8 de mayo de 1945. Condenado en la Unión Soviética como criminal de guerra, fue retenido hasta 1955.

## Condecoraciones
- Cruz de Hierro (1914) 2ª Clase (31 de noviembre de 1914) & 1ª Clase (27 de enero de 1917)[1]
- Broche de la Cruz de Hierro (1939) 2ª Clase & 1ª Clase (18 de diciembre de 1939)[1]
- Cruz Alemana en Oro el 19 de diciembre de 1941 como Oberst y Arko 123[2]
- Cruz de Caballero de la Cruz de Hierro con Hojas de Roble
  - Cruz de Caballero el 1 de noviembre de 1942 como Generalmajor y comandante de la 11. Infanterie-Division[3]
  - Hojas de Roble el 11 de septiembre de 1943 como Generalleutnant y comandante de la 11.Infanterie-Division[4]